# Магистральный (Удмуртия)
Магистра́льный — село в Игринском районе Удмуртии России.

## География
Село находится при впадении реки Кутык в реку Кильмезь, на расстоянии 64 км юго-западней от посёлка Игра, административного центра района.

## Население
| 2007 | 2010 | 2012 |
| ---- | ---- | ---- |
| 247  | ↘209 | ↘201 |

## История
В 2005 году селу Арлеть присвоено наименование Магистральный.

## Экономика
Недалеко от села расположена одноимённая нефтеперекачивающая станция.